# Мојзелвиц
Мојзелвиц (њем. Meuselwitz) град је у њемачкој савезној држави Тирингија. Једно је од 40 општинских средишта округа Алтенбургер Ланд. Према процјени из 2010. у граду је живјело 11.594 становника. Посједује регионалну шифру (AGS) 16077032.

## Географски и демографски подаци
Мојзелвиц се налази у савезној држави Тирингија у округу Алтенбургер Ланд. Град се налази на надморској висини од 170 метара. Површина општине износи 53,5 km². У самом граду је, према процјени из 2010. године, живјело 11.594 становника. Просјечна густина становништва износи 217 становника/km².

## Међународна сарадња
| Мјесто        | Држава   | Врста сарадње | Од    |
| ------------- | -------- | ------------- | ----- |
| Чурго         | Мађарска | партнерство   | 1994. |
| Кристијансанд | Норвешка | партнерство   | 1995. |
| Извор         |          |               |       |